# Peppino Impastato
(Peppino Impastato, Passeggio per i campi...)
Giuseppe Impastato, detto Peppino (Cinisi, 5 gennaio 1948 – Cinisi, 9 maggio 1978), è stato un giornalista, conduttore radiofonico e attivista italiano, membro di Democrazia Proletaria e noto per le sue denunce contro le attività di Cosa nostra, a seguito delle quali fu assassinato il 9 maggio 1978.

## Biografia

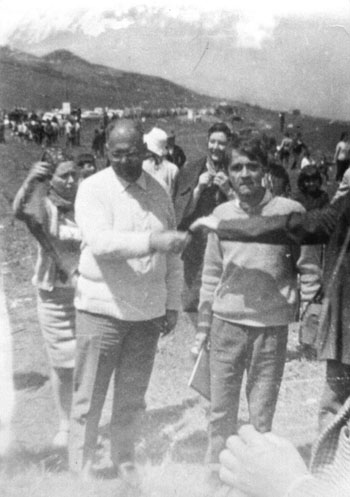
Marcia della protesta e della pace organizzata da Danilo Dolci (in primo piano, a sinistra) nel marzo del 1967; accanto a lui è presente Peppino Impastato

Giuseppe Impastato, detto Peppino, nacque a Cinisi, in provincia di Palermo, il 5 gennaio 1948, da una famiglia legata a Cosa nostra: il padre Luigi (1905-1977) era stato inviato al confino durante il periodo fascista per la sua appartenenza alla mafia, lo zio e gli altri parenti erano mafiosi e il cognato del padre, Cesare Manzella, era il capomafia del paese, ucciso nel 1963 in un attentato con una Alfa Romeo Giulietta riempita di tritolo. La madre Felicia Bartolotta (1916-2004), casalinga figlia di un impiegato comunale di Cinisi, aveva cercato di evitare il matrimonio quando aveva scoperto i rapporti di Luigi con la mafia. Peppino era il primogenito ed ebbe due fratelli minori entrambi di nome Giovanni, il primo nato nel 1949 e morto di meningite nel 1952 all'età di soli 3 anni, il secondo nato nel 1953. 
Il ragazzo ruppe presto i rapporti con il padre, che lo cacciò di casa, e, più tardi, avviò un'attività politico-culturale di sinistra e antimafia. Nel 1965 fondò il giornalino L'idea socialista e aderì al PSIUP. Dal 1968 in poi partecipò, con il ruolo di dirigente, alle attività delle nuove formazioni comuniste, come Il manifesto e, in particolare, Lotta Continua. Condusse le lotte dei contadini espropriati per la costruzione della terza pista dell'aeroporto di Palermo in territorio di Cinisi, degli edili e dei disoccupati.
Nel 1976 costituì il gruppo Musica e cultura, che svolgeva attività culturali (cineforum, musica, teatro, dibattiti, ecc.); nel 1977 fondò Radio Aut, radio libera autofinanziata, con cui denunciò i crimini e gli affari dei mafiosi di Cinisi e Terrasini, in primo luogo di Gaetano Badalamenti (chiamato sarcasticamente «Tano Seduto» da Peppino), successore di suo zio Cesare Manzella come capomafia locale, che aveva un ruolo di primo piano nei traffici internazionali di droga, attraverso il controllo dell'Aeroporto di Palermo-Punta Raisi. Il programma più seguito era Onda pazza, trasmissione satirica in cui Peppino derideva mafiosi e politici.
Nonostante le minacce e le continue pressioni della comunità locale, nel 1978 si candidò nella lista di Democrazia Proletaria alle elezioni comunali, ma non fece in tempo a sapere l'esito delle votazioni perché venne assassinato a campagna elettorale ancora in corso, la notte del 9 maggio, su commissione di Badalamenti, venendo rapito, colpito a morte o tramortito con un grosso sasso (che venne rinvenuto a pochi metri di distanza, ancora sporco di sangue) e tentando di far apparire la sua morte come dovuta a un attentato fallito o a un suicidio, per distruggerne anche l'immagine, facendo esplodere una carica di tritolo sotto il corpo adagiato sui binari della ferrovia Palermo-Trapani. La lista di Democrazia Proletaria ottenne 260 voti e un seggio; gli elettori votarono comunque, simbolicamente, per il defunto Peppino, che addirittura risultò il candidato più votato con 199 preferenze, con il suo seggio che andò ad Antonino La Fata.

L'ultimo comizio di Impastato, il 7 maggio 1978

Stampa, forze dell'ordine e magistratura inizialmente sostennero che Peppino stesse architettando un attentato nel quale lui stesso sarebbe rimasto ucciso, poi iniziarono a parlare di suicidio dopo la scoperta di una lettera in casa della zia, che in realtà non rivelava propositi suicidi. Il delitto, avvenuto in piena notte, passò inizialmente inosservato, poiché nella stessa giornata, una decina di ore dopo, venne ritrovato il corpo senza vita del presidente della Democrazia Cristiana Aldo Moro, ucciso dalle Brigate Rosse, in via M. Caetani a Roma.
L'epitaffio inciso sulla tomba di Peppino a Cinisi recita così: "Rivoluzionario e militante comunista - Assassinato dalla mafia democristiana."

## L'attività del Centro Impastato, le accuse e le scoperte
La matrice mafiosa del delitto venne individuata grazie all'attività del fratello Giovanni e della madre Felicia, che fin da subito non credettero alle ipotesi secondo le quali Peppino aveva con sé dell'esplosivo e ne era rimasto vittima, ruppero pubblicamente con la parentela mafiosa e si adoperarono per la ricerca della verità al riguardo, nonché da Umberto Santino e dalla moglie Anna Puglisi, grazie anche ai compagni di militanza di Impastato e del Centro siciliano di documentazione di Palermo, che fu fondato a Palermo nel 1977 e intitolato proprio a Giuseppe Impastato nel 1980. Sulla base della documentazione raccolta e delle denunce presentate venne riaperta l'inchiesta giudiziaria.
Il 9 maggio 1979 il Centro siciliano di documentazione organizzò, con Democrazia Proletaria, la prima manifestazione nazionale contro la mafia della storia d'Italia, a cui parteciparono 2 000 persone provenienti da tutto il Paese.
Nel maggio del 1984 l'Ufficio Istruzione del Tribunale di Palermo, sulla base delle indicazioni del Giudice consigliere istruttore Rocco Chinnici, che aveva concepito e avviato il lavoro del primo pool antimafia ed era stato assassinato nel luglio del 1983, emise una sentenza, firmata da Antonino Caponnetto, che aveva sostituito Chinnici dopo la sua morte, in cui si riconobbe la matrice mafiosa del delitto, attribuito però a ignoti.
Il Centro Impastato pubblicò nel 1986 la storia della vita di Felicia Bartolotta Impastato, madre di Peppino, nel volume La mafia in casa mia e il dossier Notissimi ignoti, indicando come mandante del delitto il boss Gaetano Badalamenti, nel frattempo condannato a 45 anni di reclusione per traffico di droga dalla Corte di New York, nel processo alla Pizza connection.
Nel gennaio 1988 il Tribunale di Palermo inviò una comunicazione giudiziaria a Badalamenti. Nel maggio del 1992 lo stesso tribunale decise l'archiviazione del caso Impastato, ribadendo la matrice mafiosa del delitto, ma escludendo la possibilità di individuare i colpevoli e ipotizzando la possibile responsabilità dei mafiosi di Cinisi alleati dei corleonesi.
Nel maggio del 1994 il Centro Impastato presentò un'istanza per la riapertura dell'inchiesta, accompagnata da una petizione popolare, chiedendo che venisse interrogato sul delitto Impastato il nuovo collaboratore di giustizia Salvatore Palazzolo, in precedenza affiliato alla mafia di Cinisi. Nel marzo del 1996 la madre, il fratello e il Centro Impastato presentarono un esposto con la richiesta di indagare su episodi non chiariti, riguardanti in particolare il comportamento dei Carabinieri subito dopo il delitto.
Nel giugno del 1996, in seguito alle dichiarazioni di Palazzolo, che indicò in Gaetano Badalamenti il mandante dell'omicidio assieme al suo vice Vito Palazzolo, l'inchiesta venne formalmente riaperta. Nel novembre del 1997 venne emesso un ordine di cattura per Gaetano Badalamenti, incriminato come mandante del delitto. Il 10 marzo 1999 si svolse l'udienza preliminare del processo contro Vito Palazzolo, mentre la posizione di Badalamenti venne stralciata.
I familiari, il Centro Impastato, Rifondazione Comunista, il Comune di Cinisi e l'Ordine dei giornalisti chiesero di costituirsi parte civile e la loro richiesta fu accolta. Il 23 novembre 1999 Gaetano Badalamenti rinunciò all'udienza preliminare e chiese il rito abbreviato.
Nell'udienza del 26 gennaio 2000 la difesa di Vito Palazzolo chiese che si procedesse con il rito abbreviato, mentre il processo contro Gaetano Badalamenti si sarebbe svolto con il rito normale e in videoconferenza. Il 4 maggio, nel procedimento contro Palazzolo, e il 21 settembre, nel processo contro Badalamenti, vennero respinte le richieste di costituzione di parte civile del Centro Impastato, di Rifondazione Comunista e dell'Ordine dei giornalisti.
Nel 1998 presso la Commissione parlamentare antimafia si costituì un comitato sul caso Impastato e il 6 dicembre 2000 venne approvata una relazione sulle responsabilità di rappresentanti delle istituzioni nel depistaggio delle indagini. Nella commissione vennero rese note le posizioni favorevoli all'ipotesi dell'attentato terroristico dei seguenti militari dell'Arma dei Carabinieri: il maggiore Antonio Subranni e il maresciallo Alfonso Travali.
Il 5 marzo 2001 la Corte d'assise riconobbe Vito Palazzolo colpevole e lo condannò a trent'anni di reclusione. L'11 aprile 2002, a distanza di quasi 24 anni dal delitto, anche Gaetano Badalamenti venne riconosciuto colpevole e condannato all'ergastolo.
Un aspetto poco noto dell'attività giornalistica di Impastato fu la sua inchiesta sulla strage di Alcamo Marina, in cui vennero uccisi due carabinieri e della quale furono accusati, dai militari comandati da Giuseppe Russo, cinque giovani del posto; in seguito si scoprirà che furono torturati (e uno di loro forse ucciso in cella) per estorcere false confessioni. La strage era probabilmente legata alla mafia e a elementi dell'Organizzazione Gladio collusi con gli stessi carabinieri. Non si sa cosa l'attivista di Democrazia Proletaria avesse scoperto sulla strage, poiché la cartella con i documenti su Alcamo Marina fu sequestrata dai Carabinieri nella casa della madre Felicia poco dopo la morte di Peppino e mai più restituita, a differenza degli altri documenti (come riferito dal fratello Giovanni).
Le indagini hanno successivamente riguardato anche il depistaggio iniziale sulla reale matrice dell'omicidio e sono state svolte dalla Procura di Palermo, nelle persone dei magistrati Antonino Di Matteo, Roberto Tartaglia e Francesco Del Bene. Nel 2018 l'indagine è stata archiviata definitivamente perché le accuse di favoreggiamento a Cosa nostra, falso ideologico e concorso in reato furono dichiarate prescritte per l'allora maggiore dei Carabinieri Antonio Subranni (poi promosso a generale e comandante del Raggruppamento Operativo Speciale), per l'allora brigadiere Carmelo Canale e gli allora marescialli Francesco Di Bono e Francesco Abramo. "Un contesto di gravi omissioni ed evidenti anomalie investigative”, scrisse nell'ordinanza di archiviazione il GIP di Palermo Walter Turturici a riguardo delle indagini sul delitto Impastato condotte dai Carabinieri nel 1978.

## Cinema, musica, letteratura e teatro
(Dalla canzone I cento passi dei Modena City Ramblers)

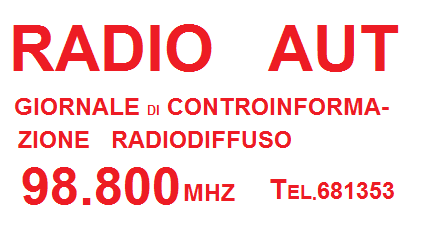
Riproduzione del cartellone di Radio Aut presente nella sede di Terrasini (PA)

A Peppino Impastato sono state dedicate diverse iniziative:
- Alla vita di Peppino è dedicato il film I cento passi, uscito nel 2000 con la regia di Marco Tullio Giordana, in cui Impastato è interpretato da Luigi Lo Cascio, alla sua prima esperienza cinematografica. Il film è una ricostruzione della vita e attività di Peppino; i "cento passi" che separavano casa sua da quella di Tano Badalamenti non sono solo una metafora usata dal regista, ma sono la reale distanza presente tra quelle che erano la casa della famiglia Impastato e la casa del boss (quest'ultima è stata confiscata alla mafia e affidata a Giovanni Impastato).
- Precedentemente a I cento passi, Peppino Impastato era già stato fonte d'ispirazione per il personaggio di Daniele Rannisi (impersonato da Gedeon Burkhard) tra i protagonisti della settima stagione della celebre serie televisiva La piovra.
- I Modena City Ramblers hanno inciso una canzone omonima al film di Giordana e dedicata anch'essa a Peppino, presente nell'album ¡Viva la vida, muera la muerte!
- Kalamu, Insieme ce la faremo, canzone contro la mafia dove viene citato anche Peppino Impastato (dall'album Cultura popolare).
- Il cantautore siciliano Pippo Pollina ha inciso la canzone Centopassi, ispirandosi alla vita di Peppino Impastato e inserendola nel suo album Racconti Brevi.
- Nel 2006 il gruppo folk dei Lautari ha musicato una poesia di Peppino, Ciuri di campo. La canzone viene eseguita da Carmen Consoli durante i suoi concerti.
- Vorrei è una canzone del gruppo dei Luf dedicata a Peppino Impastato.
- Nel 2008 i Marta sui tubi hanno incluso all'interno del loro DVD Nudi e Crudi il brano Negghia (Nebbia), ricavato da una poesia di Peppino Impastato. Il brano è disponibile come download gratuito sul sito ufficiale del gruppo.[22]
- Il gruppo ska punk Talco ha dedicato la canzone Radio Aut, contenuta nell'album Mazel Tov, a Peppino Impastato. L'album successivo della band, La Cretina Commedia, è un concept album sulla vita di Peppino.
- Nel 2008 è uscito in allegato con il quotidiano il manifesto il doppio cd Amore non ne avremo: 26 canzoni per Peppino Impastato, con la partecipazione dei seguenti artisti: Collettivo musicale Peppino Impastato, Resina, Riccardo Sinigallia, Le Loup Garou, Marta sui tubi, Lautari e Carmen Consoli, 24 Grana, Taberna Milensis, Modena City Ramblers, Zu, Affinità di quarta, Low Fi, One Dimensional Man, Uzeda, CPF, Gang (con la canzone Ricordo d'autunno), Bisca, Marlene Kuntz, Radio Zapata, Amaury Cambuzat con gli Ulan Bator, Lalli, Stefano Giaccone, Libera Velo, Marina Rei, Perturbazione, Yo Yo Mundi.[23]
- Il brano "Vittima di Stato" di De-Al Pacino presente nel disco "Intifada" del 2011 dei Rapcore racconta la storia di Peppino Impastato e contiene delle campionature dal film I cento passi.
- Nel 2011 è stato portato in scena lo spettacolo "Aut. Il Sogno di Peppino. Attualizzare Impastato" con l'attore Giulio Bufo accompagnato dal musicista Federico Ancona;
- Dal 2011 al 2014, nel 2018 e nel 2019, è stato portato in scena lo spettacolo teatrale Dietro i tuoi passi. La storia di Peppino Impastato.
- Nel 2012 la The True Blues Band ha incluso all'interno dell'album TBB & Friends il brano I Don't Agree!, con estratto audio di Peppino Impastato. L'album è disponibile in formato fisico e in tutte le piattaforme digitali.[24]
- Nel 2013 è uscito il documentario "La Voce di Impastato" del regista friulano Ivan Vadori,[25] che nel maggio 2018 è diventato un libro-inchiesta corredato dalle immagini del fotografo Elia Falaschi.[26]
- Nel 2024 viene pubblicato l'albo illustrato "Peppino naso all'insù" , scritto da Evelin Costa e Cristina Cucinella, illustrato da Valentina di Mercurio, edito da Navarra Editore. Tutte tre le autrici sono impegnate nelle attività dell' l'Ass.ne Casa Memoria Felicia e Peppino Impastato.

## Principali iniziative legate al ricordo di Peppino Impastato
- Nella città di Torino un giardino pubblico è stato dedicato a Peppino.[27][28][29]
- A Pieve Emanuele (MI) è stata intitolata una piazza a Peppino Impastato.
- A Casorate Sempione (VA) è stata intitolata a Impastato la sala civica.
- L'8 maggio 1998, nel ventennale della sua scomparsa, l'Università degli Studi di Palermo gli ha conferito la laurea honoris causa in Filosofia alla memoria.
- Nella città di Quartu Sant'Elena (CA) è stata intitolata una via a Giuseppe Impastato.[30]
- Dal maggio 2002 si svolge a Cinisi il Forum Sociale Antimafia Felicia e Peppino Impastato; il forum è diventato negli anni un luogo di incontro e di confronto legato alle tematiche dell'antimafia sociale, dell'antifascismo, dei movimenti di lotta territoriali e internazionali. Il forum del 2002 ha visto l'incontro storico tra la mamma di Carlo Giuliani (Heidi) e Felicia Impastato (madre di Peppino), definita dall'A.N.P.I. partigiana antimafia.[31] A dare vita al Forum Sociale furono la famiglia Impastato, l'Associazione Peppino Impastato, il Centro di Documentazione Antimafia Giuseppe Impastato e l'Associazione Radio Aut.
- Costruzione del Parco "Collina della Pace Peppino Impastato" a Roma (quartiere Finocchio). Inaugurato dal sindaco Veltroni, sorge su un'area di 13 mila metri quadri confiscata nel 2001 a Enrico Nicoletti, il cassiere della Banda della Magliana.
- Nel settembre del 2009 l'aula consiliare del Comune di Quarto, in provincia di Napoli, viene dedicata a Peppino Impastato.
- Il 9 settembre 2009 il nuovo sindaco leghista di Ponteranica (BG), Cristiano Simone Aldegani fece rimuovere la targa commemorativa dalla biblioteca comunale, dedicata un anno e mezzo prima a Peppino Impastato, scatenando molte polemiche.[32] A seguito di questa decisione un gruppo di ragazze e ragazzi hanno inaugurato a Bergamo la Biblioteca Popolare Peppino Impastato.[33] Tuttavia, a meno di due mesi dall'accaduto, la decisione del sindaco bergamasco aveva già indotto il Sindaco e la Giunta di Spilamberto (MO) a decidere di intitolare alla memoria di Peppino Impastato la Biblioteca Comunale, con inaugurazione avvenuta il 31 ottobre 2009.
- Il 31 gennaio 2010 a Manfredonia alla presenza delle autorità civili locali, del presidente della Regione Puglia Nichi Vendola e del cantautore Roberto Vecchioni è stato inaugurato il Laboratorio Urbano Culturale (LUC), centro di aggregazione giovanile, intitolato a Peppino Impastato grazie a una petizione nata su Facebook.
- Il 20 Febbraio 2010 è stata intitolata a Peppino Impastato la biblioteca comunale del Comune di Ladispoli.[34]
- Il 10 marzo 2010, il Partito della Rifondazione Comunista di Taranto ha inaugurato un circolo intitolato a Peppino Impastato, alla presenza di Giovanni Impastato. In seguito, poi, a un'iniziativa dello stesso circolo, il Comune di Taranto ha intitolato una via a Peppino Impastato, ubicata al quartiere "Paolo VI" dinanzi all'ingresso degli uffici della Corte di Appello, proprio a voler ricordare il sacrificio di Peppino in nome della giustizia.
- Il 20 aprile 2010 a Perugia, in occasione del Festival Internazionale del Giornalismo, presso i giardini del Pincetto, è stato piantato un ulivo e posta una targa in memoria di Peppino Impastato e dei giornalisti uccisi per mano della mafia.[35][36]
- Il 15 maggio 2010 la chiave della casa di Gaetano Badalamenti, sita in corso Umberto, è stata consegnata al sindaco di Cinisi. Al termine del corteo per ricordare il 32º anniversario della morte di Peppino Impastato, il sindaco ha consegnato ufficialmente la chiave dell'immobile all'Associazione Culturale Peppino Impastato di Cinisi.[37]
- Il 19 marzo 2011, il comune di Velletri, in provincia di Roma, ha intitolato a Peppino Impastato un grande largo cittadino alla presenza del fratello Giovanni.[38]
- Il 5 luglio 2011 il comune di Verbicaro, in provincia di Cosenza, ha intitolato il Centro di Educazione Ambientale a Peppino Impastato, alla presenza di Giovanni Impastato.
- Il 21 marzo 2011, a seguito di una petizione popolare partita da diversi giovani del paese, ad Agira, in provincia di Enna, l'aula consiliare viene intitolata a Peppino Impastato.
- Nel settembre del 2011 il Comune di Collegno (Torino) ha dedicato i giardini di Via De Amicis a Peppino Impastato, inaugurando un nuovo monumento a lui dedicato realizzato dalla scultrice Luciana Penna. Nel 2016 la scuola primaria Matteotti di Collegno Archiviato il 22 ottobre 2017 in Internet Archive. ha adottato il monumento nell'ambito del progetto nazionale Adotta un monumento Archiviato il 12 gennaio 2018 in Internet Archive., sezione del Comune di Torino.
- il 12 marzo 2012 viene intitolata a Peppino Impastato la sede sindacale delle CGIL di Cagnano Varano (FG) denominata Camera del Lavoro-Casa del Popolo "Peppino Impastato".
- Il 15 settembre 2012 la biblioteca comunale di Cascina (Pisa) viene intitolata a Peppino Impastato.[39]
- Il 7 dicembre 2012 la casa di Peppino Impastato è stata riconosciuta bene culturale come "testimonianza della storia collettiva e per la sua valenza simbolica di esempio di civiltà e di lotta alla mafia".[40]
- Ad aprile 2012 il circolo SEL di Ceglie Messapica ha intitolato la propria sede a Peppino Impastato.
- Nell'ottobre 2012 a Pavia è stata intitolata una piazza a Peppino Impastato.[41]
- Nel febbraio 2013 nel comune di Monteriggioni (SI), viene inaugurata la Residenza universitaria Impastato, nomina decisa dalla componente studentesca all'interno del Consiglio di Amministrazione del DSU Toscana, l'ente preposto alla gestione dei locali universitari della regione.
- Il 13 febbraio 2014 a Lamezia Terme viene intitolato il Parco ex Centralità Locale a Peppino Impastato.[42]
- Il 1º marzo 2017 ad Acireale viene dedicata "Piazza Cappuccini" a Peppino Impastato.
- L'8 aprile 2017, a Roma, l'I.C. Nuova Ponte di Nona viene intitolato a "Peppino Impastato".
- Il 2 maggio 2017 a Milena (CL), l'associazione culturale "Circo Pace e bene" ha inaugurato un murale alla memoria di Peppino Impastato.[43]
- Il 6 maggio 2017, a seguito di una raccolta firme promossa e sostenuta dall'attivissimo cittadino Rosario Miccichè e che ha visto il seguito di molti concittadini,[44] a Legnano, in provincia di Milano, il parco pubblico compreso fra via Risorgimento e via Pasteur viene intitolato a Peppino Impastato. La notte prima dell'inaugurazione la targa ha subito un grave atto vandalico che è stato prontamente pulito e sistemato dall'ideatore dell'intitolazione per permettere la buona riuscita della cerimonia la mattina seguente.[45]
- L'11 novembre 2017 viene intitolata a Impastato la biblioteca comunale di Monte San Pietro.[46]
- Il 17 giugno 2017 a Cinisi, si tiene la cerimonia di premiazione del "Concorso Nazionale Letterario 'Artisti' per Peppino Impastato", indetto dall'associazione ONLUS "La Piccola Orchestra" di Rosate (Milano).[47]
- L'8 giugno 2018 nella città di Guidonia Montecelio, su proposta del consigliere comunale del Movimento 5 Stelle Claudio Caruso viene intitolata l'aula consiliare a "Peppino Impastato e le Vittime di mafia", alla presenza di Giovanni Impastato.
- A Palermo, presso il liceo classico Vittorio Emanuele II, è stato istituito il collettivo "Peppino Impastato".
- L'11 maggio 2019 a Milano, si svolge la cerimonia di premiazione della 2ª edizione del "Concorso Nazionale Letterario 'Artisti' per Peppino impastato", con il presidente di giuria il giornalista Michele Cucuzza e il presidente del concorso Salvatore Lanno. Evento organizzato dall'associazione ONLUS "La Piccola Orchestra" di Rosate (Milano) con il patrocinio di Regione Lombardia, Provincia e Comune di Milano.[48]
- Il 9 maggio 2021 avviene l'inaugurazione della piazza Peppino Impastato presso il comune di San Vito al Tagliamento (Pordenone) in occasione del 43º anno dalla scomparsa dell'attivista siciliano. Lo spazio pubblico, situato tra la Biblioteca comunale e il locale ostello "Europa", si contraddistingue per il fatto di essere una forma quadrata perfetta la cui sezione aurea è sapientemente evidenziata.[49]
- Il 7 luglio 2021 a Triggiano (Bari) si è svolta la cerimonia d'inaugurazione di un parco cittadino alla memoria di Peppino Impastato.
- A San Donaci (BR), una via è stata intitolata a Peppino Impastato.
- Il 1º ottobre 2022 a Roma, si svolge la cerimonia di premiazione della 4ª edizione del "Concorso Nazionale Letterario 'Artisti' per Peppino impastato", con il presidente di giuria il giornalista Michele Cucuzza e il presidente del concorso Salvatore Lanno. Evento organizzato dall'associazione "La Piccola Orchestra" di Rosate (Milano).
- A Turate (CO), nel mese di Aprile 2025, una via è stata intitolata a Peppino Impastato.
- A Livorno gli sono gli è stato dedicato un ponte ciclabile e una via.